# Щербінін Євдоким Олексійович
Євдоким Олексійович Щербінін (1728, Харків, Харківський полк — 1783) — державний діяч Російської імперії, перший губернатор Слобідсько-Української губернії (1765—1775), генерал-аншеф, сенатор, генерал-губернатор Харківського, Воронізького, Орловського, Смоленського намісництв. Дід російського поета Дениса Давидова.

## Життєпис
Походив із російського роду Щербініних, що вів родовід від тверських бояр. Освіту здобув удома.
У 1762-1765 роках очолював Комісію про Слобідські полки, де безпосередньо від імені імператриці Катерини II керував процесом ліквідації козацьких полків Слобідської України та впровадженням на цих землях губернського поділу.
Унаслідок ліквідації слобідських полків 18 січня 1765 року імператриця Катерина II видала указ про створення на їхньому місці Слобідсько-Української губернії. Першим губернатором цієї адміністративної одиниці було призначено Євдокима Щербініна.
Керував зведенням фортець Дніпровської лінії.
Історик Дмитро Багалій пише, що Євдоким Щербінін домігся від білгородського єпископа Самуїла (Миславського) у 1769 році початку проповідей у харківських церквах. Губернатор писав єпископу:
|  | П'ятий рік тече, як місто Харків стало губернським, одначе ж весь цей час у високоторжественні, господні, богородичні й храмові свята не чути було ні одного разу проповідницького голосу... |

На вимогу Щербініна єпископ Самуїл поділив Харківську протополію на Харківську та Валківську. Було налагоджено проведення проповідей на церковні свята у Харкові.
Євдоким Щербінін зустрічався з українським філософом Григорієм Сковородою. Губернатор пропонував Сковороді зайнятися «поважною справою», а не «дрібницями», на що отримав відмову.
Щербінін брав активну участь у дипломатичному оформленні перемоги Росії у війні проти Османської імперії 1768—1774 років. Розробляв та підписав у 1772 році від імені Російської імперії (разом з Василем Долгоруковим) Карасубазарський трактат, що закріплював незалежність Кримського ханства від Османської імперії.
У 1775 році звільнений з посади губернатора Слобідської України. Замість Щербініна на посаду призначено Дмитра Норова.
У 1778 році був генерал-губернатором Орловського намісництва, 1778—1779 — Смоленського, 1779—1782 — Воронізького та Харківського намісництв.
На території Харківського намісництва був головним постачальником горілки до непривілейованих, тобто таких, що не мають права самостійно виготовляти напій, міст і сіл. У 1779—1783 роках щороку постачав у середньому по 1971 відро (по 12,3 літра) горілки за 64 копійки/відро в Чугуїв і 625 відер за 68 копійок/відро в Старий Салтів. За ці роки Щербінін продав усього 150 тисяч літрів горілки.
Помер 1783 року.

## Сім'я
Був одружений з Олександрою Осипівною Барятинською. У шлюбі народилися:
- сини:
  - Андрій — бригадир, у 1775 році одружився з дочкою подруги Катерини II Катерини Дашкової Анастасією;
  - Сергій — підпоручник гвардії Ізмайловського полку, смертельно поранений османською армією під Сілістрою 18 червня 1773 року.

- дочки:
  - Олена — дружина бригадира і дійсного статського радника Василія Давидова, мати поета Дениса Давидова;
  - Катерина — дружина бригадира Петра Бібікова.

## Нагороди
- Орден Святої Анни I ступеня
- Орден Святого Олександра Невського[11]

## Вшанування пам'яті

Демонтовано 30 серпня 2022 року

20 серпня 2004 року в Харкові біля будівлі Харківської ОДА, на вулиці Сумській, 60, було відкрито пам'ятник Євдокимові Щербініну. 28 серпня 2022 року внаслідок обстрілу Харкова російськими військами в ході російського вторгнення в Україну пам'ятник був частково пошкоджений: від нього відірвало бюст Євдокима Щербініна.